# 엔쿄 (에도 시대)
엔쿄(延享, えんきょう)는 일본의 연호(元号) 중 하나이다.
- 전후 : 간포(寛保) 이후 - 간엔(寛延) 이전.
- 시기 : 1744년 ~ 1747년
- 천황 : 사쿠라마치 천황, 모모조노 천황
- 쇼군 : 에도 막부의 도쿠가와 요시무네, 이에시게

## 개원(改元)
- 간포 4년 2월 21일(1744년 4월 3일), 갑자혁령에 해당해 개원.
- 엔쿄 5년 7월 12일(1748년 8월 5일), 간엔으로 개원된다.

## 출전
『예문유취』의 「聖主寿延、享祚元吉」.

## 엔쿄 시기에 일어난 일
- 3년
  - 8월 : 『스가와라덴주테나라이카가미』(분라쿠), 오사카・다케모토자(竹本座)에서 초연되다.
- 4년
  - 11월 : 『요시쓰네센본자쿠라』(분라쿠), 위와 같음.

### 죽음
- 원년
  - 이시다 바이간
- 3년
  - 마쓰다이라 노리사토
  - 도미나가 나카모토

## 서력과의 대조표
| 엔쿄 | 원년   | 2년    | 3년    | 4년    | 5년    |
| ---- | ------ | ------ | ------ | ------ | ------ |
| 서력 | 1744년 | 1745년 | 1746년 | 1747년 | 1748년 |
| 간지 | 갑자   | 을축   | 병인   | 정묘   | 무진   |

## 같이 보기
- 일본의 연호 일람

| 이전 간포 | 일본의 연호 1744년 ~ 1748년 | 다음 간엔 |